# Natasha Negovanlis
Natasha Negovanlis, née le 3 avril 1990 à Toronto, est une actrice canadienne connue pour son rôle de Carmilla Karnstein dans la web-série Carmilla.

## Biographie
Natasha est née à Toronto, au Canada, dans une famille d'origine irlandaise et macédonienne. Elle est connue pour son rôle dans la websérie Carmilla, qui lui a valu sa notoriété et qui a fait d'elle un modèle de représentation de la communauté LGBTQ. En 2015, elle a été nommée aux Shorty Awards et aux VH1 Award Streamy dans la catégorie meilleure actrice, et a fini cinquième du classement AfterEllen's Hot 100 List of sexiest women according to women.
Formellement formée à la musique classique, Natasha a étudié le travail et la performance de la voix à la prestigieuse école de musique Schulich de l'Université McGill à Montréal (où elle a également pratiqué la comédie au Théâtre Montréal Improv) avant d'arrêter sa troisième année afin de poursuivre à temps plein sa carrière d'actrice. Depuis, elle a fait de nombreuses apparitions devant la caméra et a joué dans plusieurs festivals de théâtre.
Elle travaille en tant que porte-parole pour la chaîne Youtube KindaTV de 2015 jusqu'en juin 2018. L'année 2016 lui a apporté un rôle principal dans la comédie Almost Adults (2016) aux côtés d'Elise Bauman, sa partenaire dans Carmilla, une apparition dans un épisode du nouveau thriller Slasher (2016), ainsi que d'un rôle principal dans la nouvelle web-série Haunted or Hoax où elle joue le rôle d'Ellia.
En 2017, elle se lance avec Annie Briggs, l'une de ses co-stars dans Carmilla, dans la création, le crowdfunding et le tournage d'une websérie, CLAIREvoyant. Le premier épisode est diffusé en mai 2018 sur Kinda TV.
Toujours en 2017, elle joue dans son premier long-métrage américain, Freelancers Anonymous, dont la première fut faite à San Francisco en juin 2018. 
Lorsqu'elle n'est pas plongée dans la lecture d'un nouveau personnage, Natasha travaille également comme écrivaine, musicienne, et est bénévole en tant que professeur d'art dramatique à son centre local de toxicomanie et de santé mentale.

### Vie privée
Natasha Negovanlis s'identifie comme pansexuelle.

## Filmographie
- 2014 : The Way We Are : Sophie
- 2015 : March Family Letters : Sallie (2 épisodes)
- 2014-2016 : Carmilla (websérie)  : Carmilla Karnstein (112 épisodes)
- 2016 : Seraphim : Sarah
- 2016 : Almost Adults : Cassie
- 2016 : Slasher  : Natasha
- 2016 : Haunted or Hoax  : Ellia (27 épisodes)
- 2017 : Les Enquêtes de Murdoch (Murdoch Mysteries) : Mildred Preston (1 épisode)
- 2017 : Carmilla : Carmilla Karnstein
- 2017 : Haunters: The Musical (3 épisodes) : Penny
- 2017 : Darken (en) : Victoria
- 2017 : Barbelle : un fantôme (1 épisode)
- 2017 : ClaireVoyant : Claire
- 2018 : Freelancers Anonymous : Gayle

## Discographie
- Sept. 2015 : NOTHING (Studio Demo)[3]
- Sept. 2015 : 27 (Studio Demo)
- Janv. 2016 : GREEN (Rough Demo)

## Awards
- 2012 : Nommée au BROADWAYWORLD.COM dans la catégorie Best Female Performance in a Featured Role
- 2015 : Nommée au Shorty Award (NYC) dans la catégorie Favourite Actress
- 2015 : Nommée au Streamy Award (Hollywood) dans la catégorie Best Actress
- 2016 : Nommée au Canadian Screen Award (Toronto) dans la catégorie Fan’s Choice Award
- 2017 : Remporte au Canadian Screen Award (Toronto) dans la catégorie Fan’s Choice Award
- 2017 : Nommée au Streamy Award (Hollywood) dans la catégorie Best Acting in a Drama